# Francoanellite
La francoanellite è un fosfato acido idrato di alluminio e potassio; è il primo minerale scoperto in Puglia.
Il nome deriva da Franco Anelli (Lodi, 18 ottobre 1899 – Bari, 23 ottobre 1977) naturalista e geologo italiano, che scoprì le Grotte di Castellana.
Descritta per la prima volta negli anni ottanta venne scoperta nel 1976.
Il minerale ha una struttura simile all taranakite differiscono per la presenza di molecole d'acqua, nella taranakite sono 18, mentre nella francoanellite 13.

## Origine e giacitura
Venne ritrovato per la prima volta all'interno delle Grotte di Castellana e nelle cave di Castellana Grotte in provincia di Bari nel 1976. La francoanellite è molto rara in natura. In Italia è presente anche nella Grotta Due Piani sul Carso nel comune di Sagrado(GO), e nella Grotta della Rondinella a Polignano a Mare,(BA).
Nel resto del mondo la francoanellite è presente nella Rabbit Cave, Rarallon Islands, Contea di San Francisco (48 km W) in California, U.S.A. e Cave deposit, Paddy's River mine, Territorio della Capitale Australiana in Australia.
Nella Grotta Due Piani (o Grotta a Est di San Martino del Carso 1166/4253 VG) è stata trovata in associazione a brushite, idrossiapatite e taranakite. La genesi di questi fosfati è collegata alla presenza di antichi depositi di guano di pipistrelli.